# 天授 (武周)
天授（てんじゅ、𠀑𥢓とも）は、武周の武則天の治世に使用された元号。690年 - 692年。

## 西暦・干支との対照表
| 天授 | 元年  | 2年   | 3年   |
| 西暦 | 690年 | 691年 | 692年 |
| 干支 | 庚寅  | 辛卯  | 壬辰  |